# Glasovanje s trenutačnim razrješenjem
Glasovanje s trenutačnim razrješenjem vrsta je preferencijskog glasovanja (eng. instant-runoff voting (IRV), isto tako poznato pod: alternate vote (AV), transferable vote, ranked-choice voting (RCV)) sustav je glasovanja za izbore za pojedinačno mjesto u kojem ima više od jednog kandidata koji se natječu za to mjesto. Kod ovog sustava glasovanja, birači umjesto glasanja za jednog kandidata moraju dati dati preferenciju tj. moraju kod imena kandidata napisati redni broj odnosno redoslijed kako bi glasovali (preferencija). Nakon provedena glasovanja, glasački listići prvo se razvrstavaju i broje prema prvom izboru koji je svaki glasač napravio. Ako kandidat uspije dobiti više od pola svih prvih glasova (50 % + 1 glas) tada taj kandidat izravno pobjeđuje, ako ovo nije moguće tada se kandidat s najmanje glasova odstranjuje iz utrke, osobito oni kandidati koji su niže rangirani od svih. U utrci ostaju oni glasači koji su više rangirani. Nakon ovog procesa eliminacije, opet se broje glasovi s najviše glasova. Ovaj proces eliminacije nastavlja se sve dok jedan kandidat nije pobjednik po broju glasova. Ako na kraju brojenja ostane samo dvoje kandidata tada se provodi trenutačno razrješenje (eng. instant runoff, u kojima se uspoređuje tzv. „glava uz glavu”, eng. head-to-head).
Uporabom se sprječava razdvajanje glasova kada nema razvidna pobjednika, osobito ako u utrci ima više od dvoje političara u nekoj izbornoj utrci zbog razdvojenosti glasačkog tijela. Na primjer, ako na izborima postoji troje kandidata za jedno izborno mjesto (kandidat A, B i C) u kojem su kandidati A i B bliski i u kojemu, ako se ispita glasačko tijelo, oni preferiraju kandidate A i B naprama kandidatu C. Na dan izbora glasačko tijelo je glasovalo na sljedeći način: A - 36 %, B - 25 % i C - 39 %, tada u pluralnu sustavu glasovanja kandidat C je pobjednik s 39 % glasova birača, iako 61 % biračkog tijela imaju preferenciju za kandidate A ili B. Alternativno, glasači su prisiljeni glasovati za jačeg kandidata između A ili B, u nadi da će se pobijediti kandidat C. S GTR–sustavom, ako su svi glasači koji su glasovali za kandidata B kao svoj prvi izbor naveli kandidata A za svoju drugu preferenciju, ti glasovi prebacuju se na kandidata A, što na kraju znači da će u ovakvim izborima kandidat A pobijediti kandidata C u omjeru 61:49 zbog pretakanja preferencijskih glasova s kandidata B na kandidata A.
GTR se rabi kao sustav glasovanja u nekoliko država: u Australiji za Federalne parlamentarne izbore, i za izbore u svim saveznim država, u Indiji u izboru predsjednika države i za predstavnike parlamenta, u Irskoj kod izbora predsjednika te u Papui Novoj Gvineji za parlamentarne izbore. U nekim se državama ovaj sustav glasovanja rabi za lokalne izbore (općinski, područni) te kao glasački sustav u strankama, udrugama i dr.

## Nazivlje
Glasovanje s trenutačnim razrješenjem dobilo je ime kako se brojanje glasova izgleda kao niz razrješenja kao u dvokružnu sustavu glasovanja s razlikom da se preferencije glasača ne mijenjaju između krugova. Ovaj sustav glasovanje je također poznat po sljedećim imenima: alternativni glas, prenosivi glas, glasovanje sa svrstanim izborom, glasovanje sa svrstanim izborom za jedno sjedalo, ili preferencijsko glasovanje. Britanci i Kanađani obično za GTO koriste ime alternativno glasovanje "Alternative Vote" (AV).  Australci, za GTO rabe ime preferencijalno glasovanje i također rabe ime Robertovo pravilo reda. GTO se također se zove Warova metoda po izumitelju sustava William Roberta Ware. Amerikanci za GTO u San Francisco, Kalifornia; Portland, Maine; and Minneapolis, Minnesota, rabe ime "ranked-choice voting (glasovanje sa svrstanim izborom) iako ovaj izraz se također rabi za ostale sustave glasovanja koje su zasnovana na svrstanim glasovanjem.

## Izborni postupak
S ovom metodom, kao i s drugim rangiranim izbornim sustavima, svaki glasač daje svoj glas tako što pokraj imena svakog kandidata stavi redni broj prema svome odabiru. Kod rangiranih listića za glasovanje, glasač stavlja broj 1 za onog kandidata koji ime koji im je prvi po želji, broj 2 pokraj imena kandidata koji im je drugi želji, i tako redom, po uzlaznom redu.
Proces se odvija na isti način bez obzira koliko je kandidata na listiću, ili bez obzira koliko kandidata nisu dobili rang. U nekim izvedbama, glasač stavlja svoj izbor samo za jednog kandidata na listiću tako što stave broj 1 ipred željenog kandidata i izborno ako žele za druge kandidate, dok u nekim izvedbama potrebno je ispuniti broj ispred svakog kandidata koliko ih god ima na listiću, ili jedan minimalni broj koji je određen od izbornog tijela.

### Redoslijed kandidata na glasačkim listićima
Redoslijed kandidata na glasačkom listiću moguće je rasporediti po nekom određenom redoslijedu npr prema abecednom redu prezimena nekoga kandidata, ili se imena izvlače slučajno. U nekim slučajevima kandidati se također grupiraju po političkim strankama, ili se vrši Robinsonova rotacija u kojoj se imena kandidata slučajno rotiraju nakon svakog određenog broja otisnutih glasačkih listića.

### Izborne strategije za stranke
U mjestima gdje se GTR rabi kao sustav za glasovanje recimo za parlament, općinske ili županijske izbore stranke odnosno kandidati obično obavijete svoje glasače kako glasovati tj. kojim drugim kandidatima dati niže preferencije, ovo je osobito važno u jurisdikcijama u kojima se rabi GTO u kojem je obvezno ispuniti sve preferencije od prvog do zadnjeg kandidata na nekom glasačkom listiću da bi glasovanje bilo važeće.
Za stranke odnosno kandidate postoji strategije koje omogućava maksimaliziranje svoje pozicije, tako što pregovaraju s drugim strankama tako da bi zadobili njihove preference, u kojim bi neki manje popularni kandidat ili manja stranka potaknula svoje glasače da stave preferenciju na neku drugu stranku s kojima su imali dobar dogovor u kojima bi veća stranka ili bolje favorizirani kandidat zasta zastupao interes ili nekih od želja manjinskog kandidata. Ali ovaj dogovor nekada ne znači ništa ako glasači slabijeg kandidata ili stranke su voljni ispuniti glasači koji glasaju za tog kandidata ili stranku željni ispuniti listić prema uputama te stranke ili kandidata.

### Logistika za brojenje glasova
Mnogi izbori koji rabe GTO metodu rabe ručnu brojanje glasovanja, što je slučaj u izborima u Australiji za Federalni parlament te za državne i općinske izbore. U nekim slučajevima može se rabiti i strojna obrada glasačkih listića ili u potpunosti ili djelomično.
U Australiji kod brojanja glasova, radnici u izbornim jedinicama sortiraju i broje glasove pod prismotrom promatrača koje kandidati nominiraju za izbornu jedinicu. U prvom krugu brojanja glasova, radnici u glasačkoj jedinici prvo razvrstavaju glasačke listiće prema prvom izboru glasača. Iz utrke se eliminiraju kandidati s najmanjim brojem glasova, i na hrpu ostaju dva kandidata s najvećim brojem prvih izbora. Radnici tada pregledavaju preferencije svih ostalih kandidata koje se prebacuju na preostale kandidate prema izboru. Prema praksi za izborne jedinice je potrebno oko dva sata poslije završetka glasovanja da se dođe do pobjednika izbora. Trošak za glasovanje po svakom glasaču je oko AUD$7,68 (2010).
Nakon što se u glasačkoj jedinici dobije pobjednik, nadležna osoba izborne jedinice javlja glavnoj upravi pobjednika glasovanja, nakon svih preferencija, te predaje broj prvih glasova za sve kandidate, broj nevažećih izbornih listića, broj nestalih, te ukupan broj listića koji su bili izdati za tu izbornu jedinicu. U slučaju da je nadležna osoba napravila neku grešku i neka treća osoba je pobijedila tada je potrebno ponovno prebrojati glasove po treći put.
Za predsjedničke izbore u Irskoj postoji nekoliko tuceta brojačkih centara u cijelog državi u kojima se broje glasovi. Svi centri nakon dojave o prvim izborima glasača za kandidate središnjoj jedinici dobivaju upute koje kandidati se isključuju iz utrke što je obično kandidati s najnižim brojem prvih glasova.  Prebrojavanje je nastavlja sve dok se ne dobije pobjednik ili pobjednica izbora. Proglašavanje pobjednika ili pobjednice odnosno brojanje glasova obično završi dan poslije izbora.

## Primjeri

### Petero glasača, troje kandidata
Ovo je jednostavan primjer, koji je postavljen u tablicu, u kojemu za jedno izborno mjesto postoji troje kandidata: Marija, Mladen i Jerko. U izborima sudjeluje petero glasača koji su označeni od a do e. Svaki glasač ima pravo na sedam glasova i oni redaju svakog kandidate po svom izboru i daju im svoju preferenciju od 1 do 3. Da bi pobijedili, kandidati moraju imati većinu tj. 3 i više glasova.
U prvom krugu brojenja glasova, broji se koliko je prvih izbora stavljeno kod imena svakog kandidata. U prvom krugu Marija i Mladen imaju isti broj glasova, dok je Jerko treći sa samo jednim prvim glasom. Nakon prvog kruga brojenja jasno je da nema pobjednika, i pošto je Jerko na na zadnjem mjestu po broju prvih glasova on ispada iz natjecanja. Sada je potreban sljedeći krug kojim se radi istjecanje glasova, u ovom krugu glasovi od ispadajućeg kandidata pribrajaju se kandidatu koji je bio iza njega, a to je Mladen. Glasovanje u drugom krugu brojenja je završeno i pobjednik je Mladan s tri glasa, što je većina u ovim izborima s petero glasača.
|          | 1. krug | 1. krug | 1. krug | 1. krug | 1. krug | 1. krug | 2. krug | 2. krug | 2. krug | 2. krug | 2. krug | 2. krug |
| -------- | ------- | ------- | ------- | ------- | ------- | ------- | ------- | ------- | ------- | ------- | ------- | ------- |
| kandidat | a       | b       | c       | d       | e       | glasovi | a       | b       | c       | d       | e       | glasovi |
| Marija   | 1.      | 2.      | 3.      | 1.      | 2.      | 2       | 1.      | 2.      | 2.      | 1.      | 2.      | 2       |
| Mladen   | 3.      | 1.      | 2.      | 3       | 1.      | 2       | 2.      | 1.      | 1.      | 2.      | 1.      | 3       |
| Jerko    | 2.      | 3.      | 1.      | 2.      | 3.      | 1       |         |         |         |         |         |         |

### Izbori za glavni grad Tennesseea
Ovaj primjer pokazuje kako je moguće pobijediti na izborima, iako je kandidat na trećem mjestu po broju prvih glasova. Sve ovisi o drugim i treći preferencijama i koliko su glasači disciplinirani ispuniti svoje preferencije kod sustav u kojem su preferencije izborne. Ovaj primjer je izmišljeni izbor glavnog grada države Tennessee u SAD-u. Glasači imaju izbor glavnog grada, no problemi su fizička udaljenost od ostalih gradova i veličina gradova. Za ovaj izbor glavnog grada postoji četiri kandidata.
- Memphis, grad s najviše stanovnika, i s 42 % biračkog tijela, ali udaljen od svih ostalih gradova
- Nashville, s 26 % biračkog tijela, ali blizu zemljopisne sredine države
- Knoxville, s 17 % biračkog tijela
- Chattanooga, s 15 % biračkog tijela

Glasači imaju sljedeće preference
| Memphis i okolica 42 % glasača | Nashville i okolica 26 % glasača | Chattanooga i okolica 15 % glasača | Knoxville i okolica 17 % glasača |
| ------------------------------ | -------------------------------- | ---------------------------------- | -------------------------------- |
| 1. Memphis                     | 1. Nashville                     | 1. Chattanooga                     | 1. Knoxville                     |
| 2. Nashville                   | 2. Chattanooga                   | 2. Knoxville                       | 2. Chattanooga                   |
| 3. Chattanooga                 | 3. Knoxville                     | 3. Nashville                       | 3. Nashville                     |
| 4. Knoxville                   | 4. Memphis                       | 4. Memphis                         | 4. Memphis                       |

U prvom krugu ni jedan grad nema većinu, ali vidljivo je da je Chattanooga zadnja.
| glasova u krugu/ izbor grada | 1.   |
| ---------------------------- | ---- |
| Memphis                      | 42 % |
| Nashville                    | 26 % |
| Knoxville                    | 17 % |
| Chattanooga                  | 15 % |

U prvom krugu je ispao Chattanooga jer je imao najmanji broj glasova. Sada se glasovi iz Chatanooge pribrojavaju Knoxvilleu jer su glasači iZ Chanttanooge glasovali za Knoxvile kao njihov drugi izbor.
Sada u drugom krugu izgleda ovako.
| glasova u krugu/ izbor grada | 2.   |
| ---------------------------- | ---- |
| Memphis                      | 42 % |
| Nashville                    | 26 % |
| Knoxville                    | 32 % |

U drugom krugu je vidljivo da da Nashville na trećem mjestu, i da nitko nema većinu. Sada iz utrke ispada Nashville, i sada se gledaju preferencijalni glasovi glasača iz Nashville, pošto su njihovi drugi glasovi bili za Chattanooga a oni su sada eliminirani, sada se ide na treći izbor koji je Knoxville. Pošto je Knoxville bio treći izbor svi glasovi koje je dobio Nashville se prebacivaju na Knoxville. U trećem krugu sada je vidljivo da je Knoxville pobjednik s 58% glasova.
| glasova u krugu/ izbor grada | 3.   |
| ---------------------------- | ---- |
| Memphis                      | 42 % |
| Knoxville                    | 58 % |